# Projekt 35
Projekt 35, von der NATO als Mirka-Klasse bezeichnet, war eine Klasse von Fregatten, die in der Sowjetunion für die sowjetische Marine entwickelt wurde. Hauptaufgabenbereich der Schiffe des Projekts 35 war die Suche und das Bekämpfen von gegnerischen U-Booten.

## Geschichte
Projekt 35 wurde 1957 auf Basis der Fregatten des Projekts 159 (NATO: Petya-Klasse) entwickelt. Beide Schiffstypen trugen eine ähnliche Bewaffnung, aber eine veränderte Sensorenausstattung und wurden etwa im gleichen Zeitraum auf verschiedenen sowjetischen Werften gebaut. Das ungewöhnliche Antriebskonzept, wesentliches Merkmal von Projekt 35, wurde jedoch von den Korvetten des Projekts 204 (NATO:Poti-Klasse) übernommen, da man hoffte, so bis zu 40 Knoten Geschwindigkeit erreichen zu können.

## Technik

### Antrieb
Das Antriebssystem bestand aus einer Art CODAG-System (Combined diesel and gas), wobei jeweils ein 61V-3-Dieselmotor eine der beiden Wellen mit 6.000 PS antrieb. Für hohe Leistungen konnten zwei D3E-Gasturbinen mit je 18.000 PS zugeschaltet werden.
Die beiden Propeller bei Projekt 35 lagen nicht frei, sondern waren in einem mehrere Meter langen Tunnel unterhalb des Hecks montiert. Man hoffte, so den Wasserwiderstand der Propeller zu verringern, wenn diese nicht benutzt wurden und den Antrieb der Schiffe durch die Turbine zu unterstützen.
Die Turbinen wurden in einer unkonventionellen Art und Weise aufgestellt. Während die Dieselmotoren klassisch mittschiffs im Maschinenraum innerhalb des Rumpfes standen, mit einem nachgelagerten Getriebe, das ihre Kraft auf die Wellen übertrug, standen die Turbinen im Achterschiff unmittelbar am Heck oberhalb der Propeller. Zwei große Ansaugstutzen für Luft wurden oberhalb der Turbinen auf das Wetterdeck gestellt. Die Turbinen konnten ihre Kraft nicht auf Welle und die Propeller übertragen, sondern erzeugten einen Luftstrom, der, ähnlich dem Funktionsprinzip eines Strahlflugzeugs, die Schiffe vorwärts bewegte. Dazu pressten die Turbinen Luft aus Öffnungen, die sich über den Propellern in dem Tunnel unterhalb des Rumpfes befanden.
Die Schiffe erreichten nie ihre prognostizierte Geschwindigkeit von 40 Knoten, die gemessenen Spitzengeschwindigkeiten bei maximaler Maschinenleistung überstiegen die Marke von 35 Knoten nicht.

### Rumpf
Projekt 35 besaß keinen Schlingerkiel, sondern war zur Stabilisierung des Schiffskörpers gegen die Auswirkung von Seegang und Wind mit Flossenstabilisatoren ausgerüstet. Die Stabilisatoren wurden über eine Mechanik gesteuert die auf Höhe des Mastes im Rumpf installiert war.

### Bewaffnung

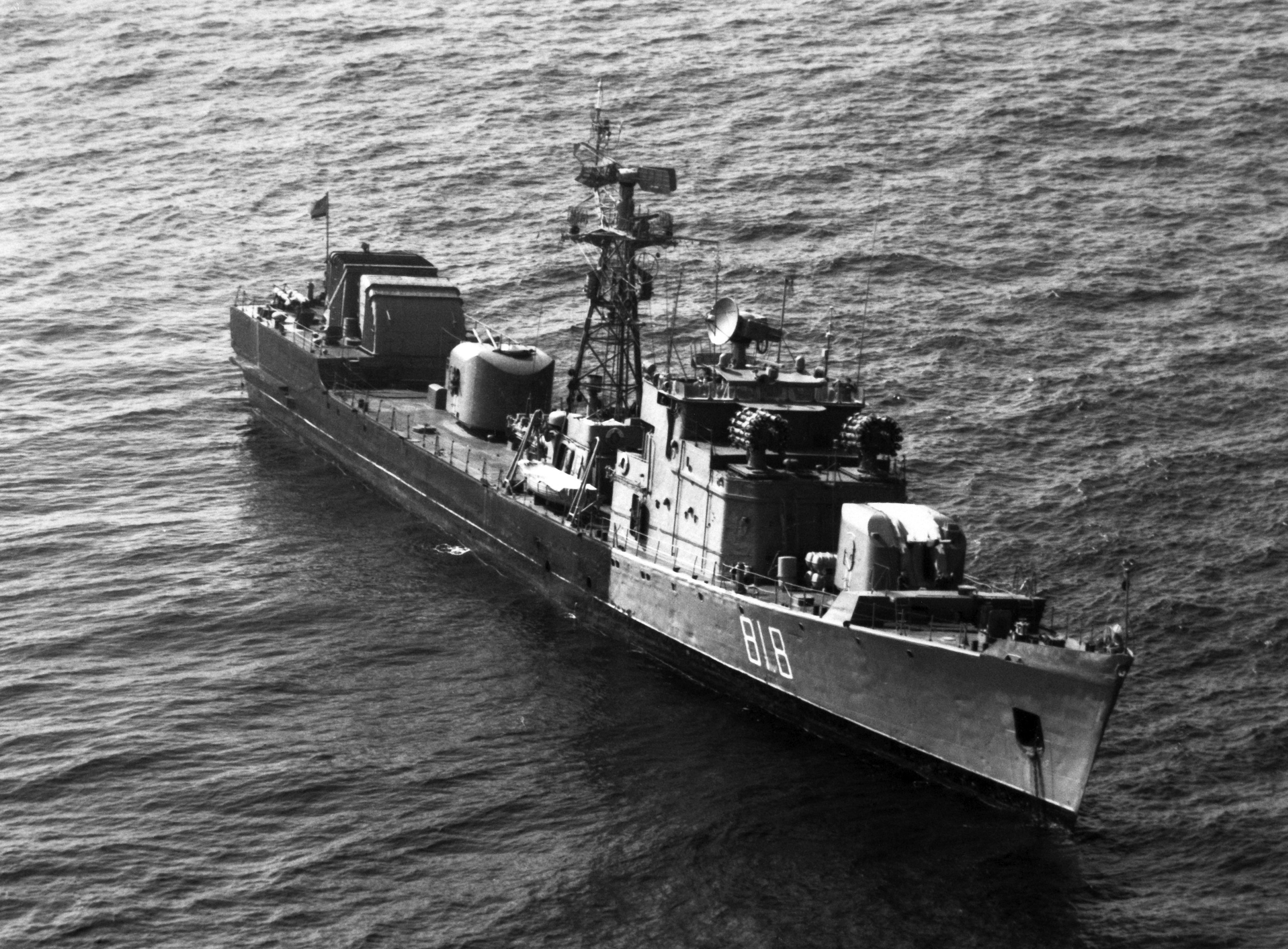
Projekt-35M-Fregatte 1986. Das „Fut-B“-Feuerleitradar ist nach Steuerbord gerichtet, einer der Ansaugstutzen für die Turbinen ist am Heck zu erkennen.

Die Schiffe trugen einen Fünffach-Torpedorohrsatz im Kaliber 40 cm und vier Zwölffach-Wasserbombenwerfer des Systems RBU-6000. Der Torpedorohrsatz war mittschiffs hinter dem Hauptmast über der Längsachse der Schiffe montiert und konnte zu beiden Schiffsseiten geschwenkt werden.
Die RBU-6000-Werfer waren in Paaren nebeneinander am Vorschiff auf dem Brückenaufbau und auf dem Achterschiff montiert.
Die Schiffsartillerie bestand aus zwei 76-mm-L/59-Türmen AK-726 mit Zwillingsgeschützen. Ein Geschützturm stand auf der Back vor der Brücke, ein weiterer auf dem Achterschiff.
Zusätzlich konnten die Schiffe bis zu 96 RGB-60-Wasserbomben mitführen und einsetzen.

### Sensoren und Feuerleitsystem
Um seine Aufgabe als U-Jagd-Schiff erfüllen zu können, war Projekt 35, bezogen auf die Abmessungen des Rumpfes, mit einer großen Sonaranlage unterhalb des Rumpfes ausgestattet. Während der Kiel der Schiffe nur rund drei Meter unter der Wasseroberfläche lag, erhöhte der Sonaranbau unterhalb des Rumpfes den Tiefgang auf 5,84 Meter. Der Anbau, etwa auf Höhe der Brücke installiert, war so geformt, dass er einen möglichst geringen Wasserwiderstand bot. Er beinhaltete die Sensoren der Sonare MG-312 Titan (NATO: „Bull Nose“) und MG-111 Wychegda (NATO: „Wolf Paw“).
Zur Suche nach Luft- und Oberflächenkontakten trug Projekt 35 ein „Fut-N“-Radar auf der Spitze des Hauptmastes. Das System, von der NATO als „Slim Net“ bezeichnet, arbeitete im S-Band, war 1957 entwickelt worden und konnte Flugzeuge in bis zu 150 Kilometern Entfernung orten.
Zur Feuerleitung der beiden Geschütztürme war ein einzelner „Fut-B“-Radarsensor auf dem Dach der Brücke montiert. Von der NATO „Hawk-Sreech“ genannt, arbeitete das System im X-Band und war vollstabilisiert gelagert, so dass es unabhängig vom Seegang auf das Ziel gerichtet blieb.

## Versionen

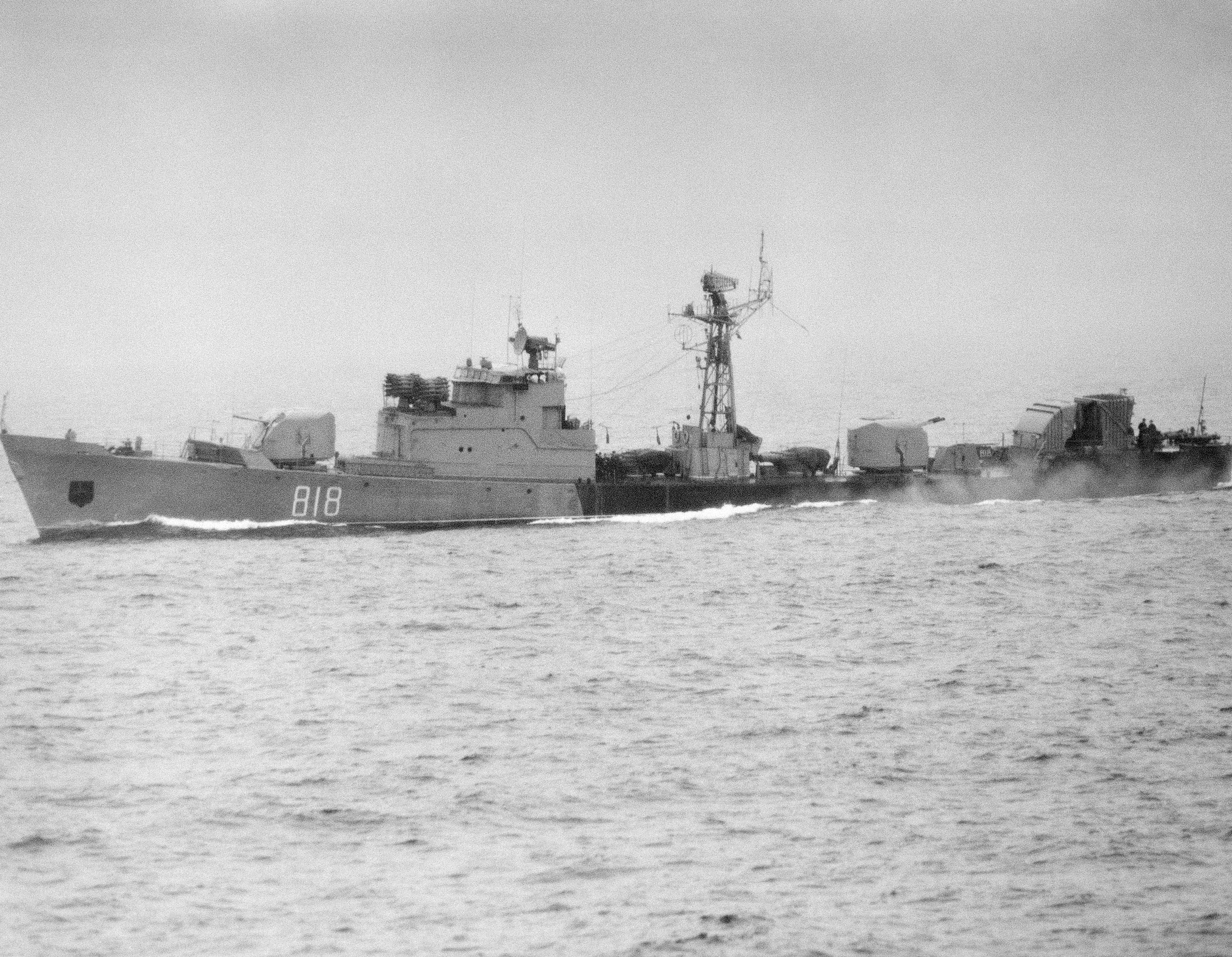
Projekt-35M-Fregatte 1987. Die beiden Torpedorohrsätze, einer vor und einer hinter dem Mast, Merkmal der Mirka-II-Klasse, sind an Deck zu erkennen

### Projekt 35M – Mirka II
Projekt 35M war die Bezeichnung für eine Modernisierungsmaßnahme, bei der auf acht Schiffen des Projekt 35 bis 1978 ein zweiter 400-mm-Torpedorohrsatz zwischen Brücke und Hauptmast aufgestellt wurde und ein Bizan-4B-ESM-System (NATO: Watch Dog B) am Mast installiert wurde. Das Sonar wurde auf das „Platina“ MG-335 (NATO: „Bull Horn“) geändert. Die beiden RBU-6000-Werfer auf dem Achterschiff wurden demontiert.

## Schiffe des Projekts 35

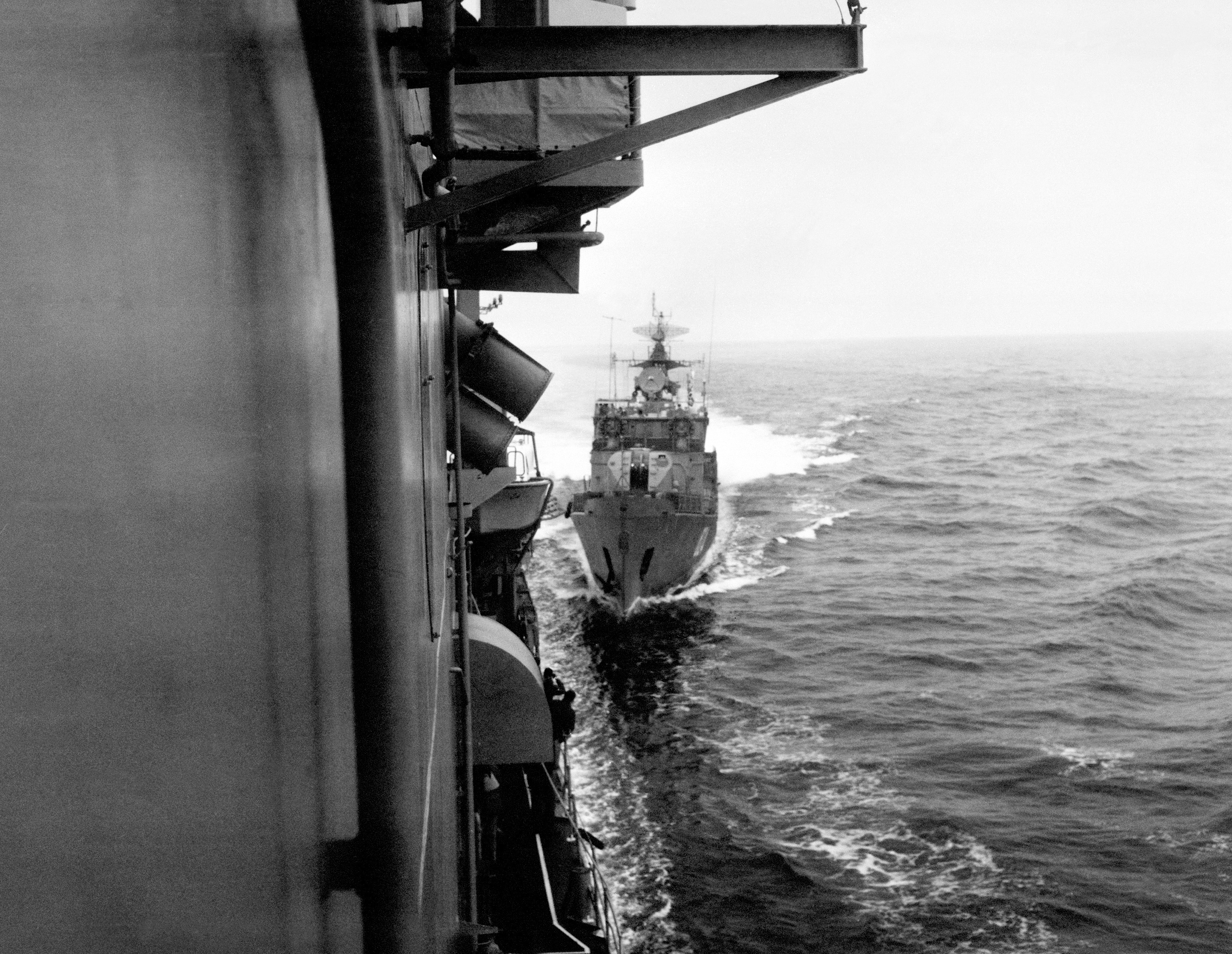
Die Fregatte SKR-6 setzt am 2. Dezember 1988 zum Rammstoß gegen die USS Caron an. Der Anker an Steuerbord wurde etwas abgesenkt.

Es wurden 18 Schiffe des Projekts 35 von Werft Nummer 820 in Kaliningrad gebaut. Sie trugen in der Regel keine Namen, sondern taktische Nummern, kombiniert mit dem Kürzel russisch „СКР“ (deutsch: „SKR“) für russisch „сторожевые корабли“, was in deutscher Sprache „Patrouillenschiff“ bedeutet.

### SKR-7
Das Schiff wurde am 7. Januar 1961 auf Werft 820 auf Kiel gelegt und lief am 25. Dezember 1961 vom Stapel. Es leistete seinen Dienst in der Baltischen Flotte. Am 1. Oktober 1987 wurde es aus dem Dienst genommen und später verschrottet.

### SKR-20
Das Schiff wurde am 26. Januar 1961 bei Werft 820 auf Kiel gelegt und lief am 23. März 1962 vom Stapel. Es leistete seinen Dienst in der Baltischen Flotte. 1989 wurde es außer Dienst gestellt und verschrottet.

### SKR-32
Das Schiff wurde am 21. März 1961 bei Werft 820 auf Kiel gelegt und lief am 15. Mai 1962 vom Stapel. Es leistete seinen Dienst in der Baltischen Flotte. Am wurde 1989 außer Dienst gestellt und 1990 in Schweden verschrottet.

### SKR-39
Das Schiff wurde am 26. Mai 1961 von Werft 820 auf Kiel gelegt und lief am 23. Juni 1962 vom Stapel. Es leistete seinen Dienst in der Baltischen Flotte. Im Oktober 1974 wurde es eingemottet und 1990 zur Verschrottung freigegeben. 1991 sank es jedoch im Hafen als durch defekte Verschlüsse Wasser ins Schiff drang. Es wurde später gehoben und verschrottet.

### SKR-86
Das Schiff wurde am 10. August 1961 bei Werft 820 auf Kiel gelegt und lief 31. August 1962 am vom Stapel. Es war Teil der Baltischen Flotte. 1990 wurde es außer Dienst gestellt und verschrottet.

### SKR-49
Das Schiff wurde am 17. Oktober 1961 bei Werft 820 auf Kiel gelegt und lief am 15. Juni 1962 vom Stapel. Es leistete seinen Dienst in der Baltischen Flotte und trug ab 1968 den Namen „Iwan Sladkow“. 1974 wurde es außer Dienst gestellt, zunächst eingemottet und später verschrottet.

### SKR-53
Das Schiff wurde am 30. November 1961 bei Werft 820 auf Kiel gelegt und lief am 10. Dezember 1962 vom Stapel. Es wurde 1965 zur Schwarzmeerflotte verlegt. Am 19. April 1990 wurde es außer Dienst gestellt und 1991 verschrottet.

### SKR-24
Das Schiff wurde am 14. März 1962 bei Werft 820 auf Kiel gelegt und lief am 10. Februar 1963 vom Stapel. Es leistete seinen Dienst in der Baltischen Flotte. 1985 wurde es außer Dienst gestellt, kenterte 1991 am Ankerplatz und wurde schließlich gehoben und verschrottet.

### SKR-84
Das Schiff wurde am 17. Mai 1962 bei Werft 820 auf Kiel gelegt und lief am 10. April 1963 vom Stapel. Es leistete seinen Dienst ab 1966 in der Schwarzmeerflotte. 1992 wurde es außer Dienst gestellt und verschrottet.

### SKR-48
Das Schiff wurde am 28. Juni 1962 bei Werft 820 auf Kiel gelegt und lief am 21. Juni 1963 vom Stapel. Es leistete seinen Dienst ab 1966 in der Schwarzmeerflotte. Am 19. April 1990 wurde es außer Dienst gestellt und verschrottet.

### SKR-12
Das Schiff wurde am 12. November 1962 bei Werft 820 auf Kiel gelegt und lief am 18. Mai 1963 vom Stapel. Es leistete seinen Dienst in der Baltischen Flotte. Am 1. Oktober 1992 wurde es in Liepāja außer Dienst gestellt und sank in flachem Hafenwasser auf den Grund. Nach dem Rückzug der russischen Streitkräfte aus Lettland wurde es von einer lettischen Firma geborgen und verschrottet.

### SKR-35
Das Schiff wurde am 19. Dezember 1962 bei Werft 820 auf Kiel gelegt und lief am 27. September 1963 vom Stapel. Es leistete seinen Dienst in der Baltischen Flotte. 1990 wurde es außer Dienst gestellt und sank kurz darauf wegen defekter Flutventile im Hafen.

### SKR-19
Das Schiff wurde am 25. Februar 1963 bei Werft 820 auf Kiel gelegt und lief am 27. Juli 1964 vom Stapel. Es leistete seinen Dienst in der Baltischen Flotte. 1992 wurde es außer Dienst gestellt.

### SKR-6
Das Schiff wurde am 10. April 1963 bei Werft 820 auf Kiel gelegt und lief am 6. Februar 1964 vom Stapel. Es leistete seinen Dienst ab 1967 in der Schwarzmeerflotte.
Am 2. Dezember 1988 wurde sie gemeinsam mit der Fregatte Bessawetny abgestellt, um einen amerikanischen Flottenverband aus Gewässern, die die Sowjetunion beanspruchte, zu vertreiben. Der Kommandant verfolgte zunächst die Caron und zog auf Höhe deren Hecks nach Steuerbord, um das Schiff abzudrängen. Durch die Kollision entstand an beiden Schiffen geringer Schaden. 1990 wurde SKR-6 außer Dienst gestellt und verschrottet.

### SKR-13
Das Schiff wurde am 31. Mai 1963 bei Werft 820 auf Kiel gelegt und lief am 13. Oktober 1964 vom Stapel. Es leistete seinen Dienst ab 1966 in der Schwarzmeerflotte. Am 24. Juni 1991 wurde es außer Dienst gestellt und später in Sewastopol verschrottet.

### SKR-83
Das Schiff wurde am 20. Juli 1963 von Werft 820 auf Kiel gelegt und lief am 10. Dezember 1963 vom Stapel. Es leistete seinen Dienst in der Baltischen Flotte. Am wurde 1991 außer Dienst gestellt und 1992 verschrottet.

### SKR-117
Das Schiff wurde am 15. Oktober 1963 bei Werft 820 auf Kiel gelegt und lief am 25. Februar 1965 vom Stapel. Es leistete seinen Dienst in der Schwarzmeerflotte. Am 19. April 1990 wurde es außer Dienst gestellt und später verschrottet.

### SKR-90
Das Schiff wurde am 10. Februar 1964 bei Werft 820 auf Kiel gelegt und lief am 30. November 1964 vom Stapel. Es leistete seinen Dienst in der Baltischen Flotte. 1990 wurde SKR-90 außer Dienst gestellt.

## Belege und Verweise

### Bemerkungen
1. ↑  Das Vorhandensein von Dieselmotoren und Turbine in einem Antriebssystem genügt je nach Definition nicht, um einen Antrieb als CODAG zu beschreiben. Da in diesem Fall die Turbine nicht direkt auf die Welle wirkt, ist der Begriff CODAG möglicherweise hier nicht anwendbar, wird aber z. B. auf der Internetpräsenz „fas.org“ so beschrieben.